# 한해림
한해림은 대한민국의 배우이다.

## 출연 작품
뮤지컬
불꽃 김상옥부인역
싯다르타 우팔라 역 나한 역 등

### 드라마
- 《비밀의 남자》 (2020년, KBS2) - 김작가 역
- 《본 어게인》 (2020년, KBS2) - 유서영 역
- 《내 아이디는 강남미인》 (2018년, JTBC) - 윤수경 대리 역

Jtbc 이것은 실화다 시월드처월드 허영은역 
등
영화
관상 내사랑 최종병기 활 톱스타
연극
리얼
국희이야기
그놈을잡아라 등
뮤직비디오  바비킴 앨범자켓 스틸피엠 쏘리 임재범 드림오브비전 광고 Gs기업광고 이스테이션 타이어광고 소방청공익광고
일본주얼리모델